# Kiến lửa nhỏ
Kiến lửa nhỏ (Danh pháp khoa học: Wasmannia auropunctata) là một loài kiến nhỏ bản địa ở Trung và Nam Mỹ, nó cũng là loài xâm lấn, chúng làm giảm tính đa dạng loài, giảm số lượng côn trùng có cánh, mọt gỗ và các quần thể nhện. Chúng bị coi là thủ phạm làm suy giảm tính đa dạng loài, làm giảm số lượng côn trùng có cánh, mọt gỗ và tiêu diệt các quần thể nhện. Ở Galapagos, chúng còn ăn thịt cả rùa con mới nở và đốt mắt và huyệt của rùa trưởng thành.